# Blue Grass (film 1915)
Blue Grass è un film muto del 1915 diretto da Charles M. Seay (come Charles Seay).
La sceneggiatura di Marc Edmund Jones si basa sul lavoro teatrale Blue Grass di Paul Armstrong, andato in scena in prima a Broadway al Majestic Theatre il 9 novembre 1908

## Trama
Ormai quasi rovinato finanziariamente, il colonnello Taylor iscrive il purosangue My Lady a una gara ma la puledra resta ferita durante la corsa. La cavalla partorisce in seguito un puledrino al quale viene dato il nome di Blue Grass. Sempre più strangolato dai debiti, Taylor manda suo figlio Morgan a vendere un altro puledro a Louisville ma il giovane sperpera il denaro alle corse dopo aver venduto il cavallo per metà del suo valore a Kelley, un bookmaker.
Virginia, la figlia di Taylor, conosce a Cincinnati Wilfred Warren, un ricco avvocato che la corteggia. La primavera seguente, Warren si reca a Louisville per rivederla. L'avvocato riuscirà a sventare un complotto di Kelley che, insieme a Morgan, ormai suo complice, vuole sabotare la gara di Blue Grass. Il cavallo vince la corsa, mentre Warren conquista definitivamente il cuore di Virginia.

## Produzione
Il film fu prodotto dalla Equitable Motion Pictures Corporation. Venne girato nel Kentucky, a Henderson e Saratoga Springs e in Virginia, a Richmond.

## Distribuzione
Distribuito dalla World Film, il film uscì nelle sale cinematografiche degli Stati Uniti il 10 ottobre 1915.